# 特雷夫龙
特雷夫龙（法語：Trévron，法語發音：[tʁevʁɔ̃]）是法国阿摩尔滨海省的一个市镇，位于该省东部，属于迪南区。

## 地理
特雷夫龙（48°23'29"N, 2°3'47"W）面积9.6 平方千米，位于法国布列塔尼大區阿摩尔滨海省，该省份为法国西北部沿海省份，位于布列塔尼半岛北部，北濒大西洋英吉利海峡，西接菲尼斯泰尔省，南至莫尔比昂省，东临伊勒-维莱讷省。
与特雷夫龙接壤的市镇（或旧市镇、城区）包括：博比塔勒、布吕斯维利、卡洛尔冈、勒安格莱、普吕莫当、圣卡尔内、圣瑞瓦。

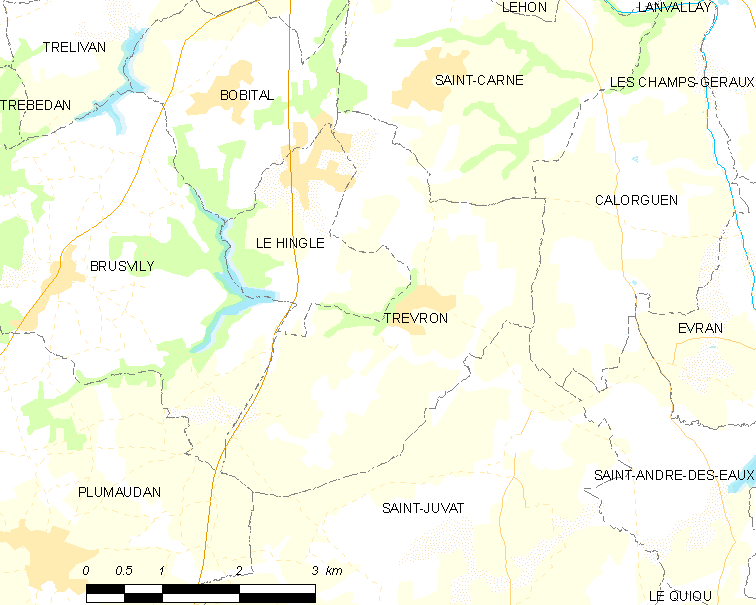
特雷夫龙的OSM定位图

特雷夫龙的时区为UTC+01:00、UTC+02:00（夏令时）。

## 行政
特雷夫龙的邮政编码为22100，INSEE市镇编码为22380。

## 政治
特雷夫龙所属的省级选区为朗瓦莱县。

## 人口

1962-2008年间特雷夫龙人口变化图示

特雷夫龙于2022年1月1日时的人口数量为681人。